# Alexeï Negmatov
Alexeï Negmatov (tadjik : Алексей Неъматов), né le 4 janvier 1986 en RSS du Tadjikistan, aujourd'hui Tadjikistan, est un joueur de football international tadjik qui évolue au poste de défenseur.

## Biographie

### Carrière en sélection
Alexeï Negmatov reçoit 18 sélections en équipe du Tadjikistan entre 2004 et 2013, inscrivant un but.
Il inscrit son seul but en équipe nationale le 13 mars 2012, contre les Philippines, lors des éliminatoires de la Coupe d'Asie des nations 2015 (défaite 1-2).
Il participe avec cette équipe à l'AFC Challenge Cup en 2006. Le Tadjikistan remporte cette compétition en battant le Sri Lanka en finale.
Il participe également avec l'équipe du Tadjikistan aux éliminatoires du mondial 2006, aux éliminatoires du mondial 2010, et aux éliminatoires du mondial 2014.

## Palmarès

### Palmarès en club
| Vakhsh Qurghonteppa - Championnat du Tadjikistan (1) : - Champion : 2009. - Coupe du président de l'AFC : - Finaliste : 2006. |  | TadAZ Tursunzoda - Championnat du Tadjikistan : - Vice-champion : 2011 et 2012. - Coupe du Tadjikistan (1) : - Vainqueur : 2011. |  | Ravshan Kulob - Championnat du Tadjikistan (1) : - Champion : 2013. |

### Palmarès en sélection
Tadjikistan
- AFC Challenge Cup (1) :
  - Vainqueur : 2006.